# Уннур Бірна Вільяльмсдоттір
Уннур Бірна Бйорнсдоттір (нар. Вільяльмсдоттір (ісл. Unnur Birna Vilhjálmsdóttir), 25 травня 1984) — ісландська актриса, юрист, модель та королева краси, яка перемогла " Міс Ісландія 2005" та пізніше перемогла у конкурсі "Міс Світу 2005 ".

## Кар'єра

### Королева краси
10 грудня 2005 року вона отримала титул Міс Світу 2005 року в Театрі Корони краси, розташованому в китайському пляжному місті Санья. 

### Освіта та Міс Світу
Вивчала антропологію в Університеті Ісландії та наступної осені розпочинала навчання з права. Влітку 2005 року Уннур Бірна працювала поліцейським у міжнародному аеропорту Кефлавік. Вона є головою соціального клубу коледжу та викладає танці. Захоплюється акторською майстерністю, співом, усіма видами танців, сноубордингом, походами, кемпінгом, верховою майстерністю та має особливий талант до хореографії та гри на фортепіано. 
Її мати Унур Стейнссон виграла конкурс "Міс Ісландія" у 1983 році та стала фіналісткою конкурсу " Міс Світу 1983 ". Мати Уннура була вагітна 3–4 місяці під час виступу. Це було проти правил конкурсу і вимагало дискваліфікації. Однак це було з’ясовано лише після закінчення конкурсу. Уннур - третя міс світу з Ісландії, колишні дві - Лінда Петурсдоттір у 1988 році та Холмфрідур Карлсдоттір у 1985 році. 
Тримання корони "Міс Світ" було найкоротшим, що тривало лише дев'ять місяців з моменту конкурсу 2006 року, що запланували на вересень. Як діюча власниця корони подорожувала до Великої Британії, США, Ісландії, Польщі, Швеції, Китаю, Бразилії та багатьох інших країн. 
30 вересня 2006 року увінчала свою наступницю Тетяну Кухаржову з Чехії.

### Акторська діяльність
Уннур знялася як Аннау фільмі Вища сила як Анна - дівчина на танцполі. У 2009 році вона зобразила персонажа на ім'я Тота у фільмі на Йоханнес . 

### Комерційна модель
У 2011 році Уннур з’явитьлася у новій рекламі, яка рекламує «Блакитну лагуну», відомий геотермальний курорт та туристичну атракцію в Ісландії. 

### Майстер церемоній
Уннур приймала конкурс " Міс Рейк'явік 2010 ". 

## Особисте життя
4 серпня 2014 року Уннур вийшла заміж за свого багаторічного партнера Петура Рунара Хейміссона. У них троє спільних дітей. 

## Фільмографія
| Рік      | Фільм     | Роль | Інші примітки    |
| -------- | --------- | ---- | ---------------- |
| 2008 рік | Вища сила | Анна | Підтримуюча роль |
| 2009 рік | Йоханнес  | Тота | Підтримуюча роль |